# Smolina
Smolina je osada ve Zlínském kraji, část města Valašské Klobouky.
Smolina je osada ležící pod Vizovickými vrchy, severně od Valašských Klobouk. Jedná se o rodiště hrdiny protinacistického odboje plukovníka Josefa Valčíka (1914–1942), člena výsadku Silver A, který se také podílel na přípravách atentátu na Reinharda Heydricha. Na počest plukovníka Valčíka zde byla odhalena pamětní deska. Součástí pietního místa je i pamětní deska se jmény popravených členů rodiny Josefa Valčíka. V zahradě vedle domu č.p. 41 stával do poloviny 20. století rodný dům Josefa Valčíka. Ve vsi se nachází dětský domov, založený v roce 1953.
Vsí protéká potok Smolinka. Podél jeho toku se rozkládá přírodní památka Smolinka, chráněné území s výskytem šafránu bělokvětého. Ve vsi lze také spatřit i roubenou zvonici z 19. století.

## Název
Jméno vesnice bylo odvozeno od osobního jména Smola (totožného s obecným smola - "smůla") a znamenalo "Smolova ves".